# دايسكوبوليا غرودجيسك ويلكوبولسكي
دايسكوبوليا غرودجيسك ويلكوبولسكي (بالإنجليزية: Dyskobolia Grodzisk Wielkopolski) هو فريق كرة قدم من مدينة Grodzisk Wielkopolski ‏ في بولندا، أُسس بتاريخ 1922، في Dyskobolia Grodzisk Wielkopolski Stadium ‏، انحل النادي بتاريخ 2016.

## وصلات خارجية
- الموقع الرسمي للنادي